# 800 nm 공정
800 nm(나노미터) 공정 또는 0.8 µm(마이크로미터) 공정은 회로선 폭이 800 nm인 반도체를 다루는 공정 기술 수준이다. 1989년 경 NTT, NEC, 도시바, IBM, 히타치, 마츠시타, 미쓰비시 일렉트릭, 인텔 등의 반도체 회사가 달성하였다.

## 800 나노미터 제조 공정을 적용한 제품
- 1989년 출시된 인텔 486 CPU는 이 공정으로 만들어졌다.
- 1992년 출시된 microSPARC I는 이 공정으로 만들어졌다.
- 1993년, 코어클럭이 60 MHz, 66 MHz인 최초의 인텔 P5 펜티엄 CPU는 이 공정으로 만들어졌다.